# تونی بت
تونی بت یک شرکت بین‌المللی بازی آنلاین است که خدمات شرط‌بندی ورزشی، شرط‌بندی زنده و بازی‌های زنده را ارائه می‌دهد. وب سایت تونی بت یک سرویس بازی زنده را ارائه می‌دهد که به بازیکنان امکان می‌دهد روی بخت آزمایی، کازینو، پوکر و سایر بازی‌ها به صورت زنده شرط بندی کنند.
تونی بت که در سال ۲۰۱۱ تأسیس شد اکنون با مجوزهای بازی بریتانیا و استونی فعالیت می‌کند و به این شرکت اجازه می‌دهد خدمات خود را به بازار بریتانیا و استونی ارائه دهد. در ۸ سپتامبر ۲۰۱۶، کسب و کار تونی بت در لیتوانی توسط شرکت سوئدی بت‌سون خریداری شد که با پرداخت ۶ میلیون یورو برای این شرکت موافقت کرد.
در ۳ نوامبر ۲۰۲۲، تونی بت مجوز iGaming را در استونی تحت نام TonyBet OÜ به دست آورد و دیگر بخشی از گروه بت‌سون نیست.